# Liste der Biografien/Pj
Liste der Biografien |
Portal Biografien |
Personensuche
# |
A |
B |
C |
D |
E |
F |
G |
H |
I |
J |
K |
L |
M |
N |
O |
P |
Q |
R |
S |
T |
U |
V |
W |
X |
Y |
Z |
?
 
Pa |
Pc |
Pe |
Pf |
Ph |
Pi |
Pj |
Pk |
Pl |
Pm |
Pn |
Po |
Pr |
Ps |
Pt |
Pu |
Pv |
Pw |
Py
Die Liste der Biografien führt alle Personen auf, die in der deutschsprachigen Wikipedia einen Artikel haben. Dieses ist eine Teilliste mit 24 Einträgen von Personen, deren Namen mit den Buchstaben „Pj“ beginnt.

## Pj

### Pja
- Pjaca, Marko (* 1995), kroatischer Fußballspieler
- Pjadyschew, Konstantin Pawlowitsch (1890–1944), sowjetischer General
- Pjanda, Demid, russischer Kosak, Pelztierhändler und Entdecker
- Pjanic, Alen (* 1997), deutscher Basketballspieler
- Pjanic, Julian (* 1982), deutscher American-Football-Spieler
- Pjanić, Miralem (* 1990), bosnisch-herzegowinischer FußballspielerMiralem Pjanić (* 1990)

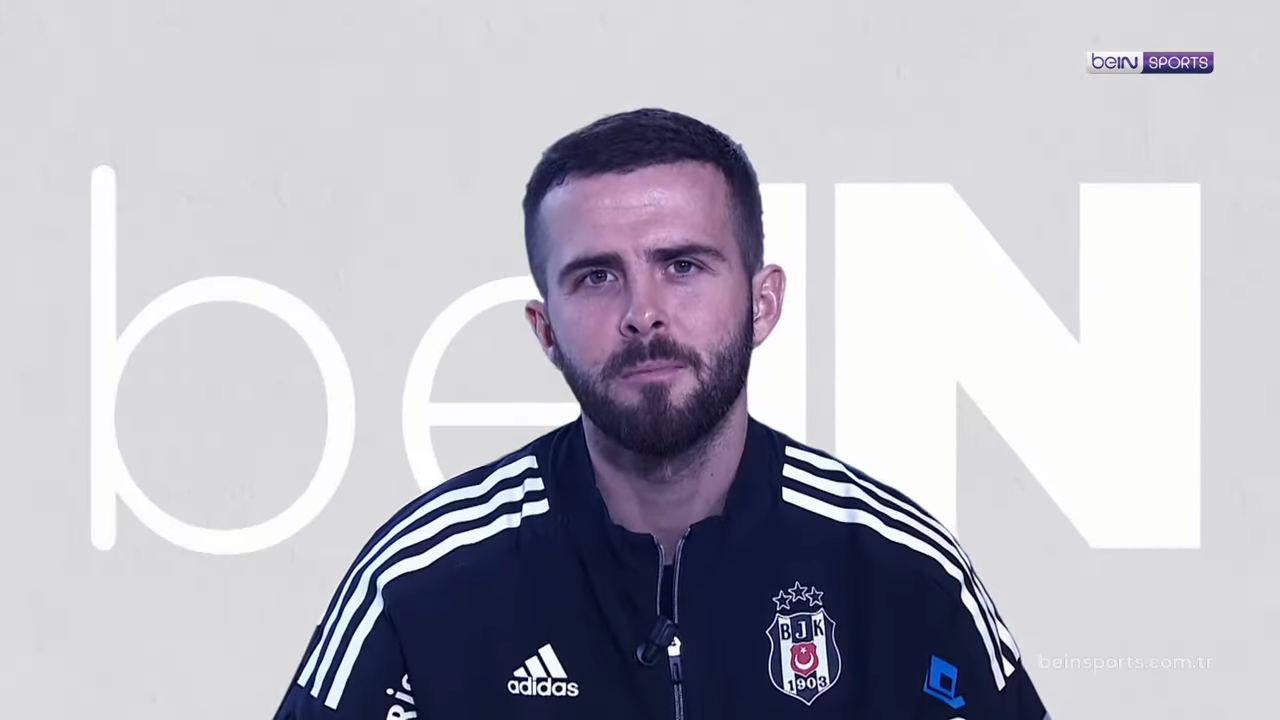
Miralem Pjanić (* 1990)

- Pjankowa, Tetjana (* 1985), ukrainische Dichterin
- Pjatakow, Georgi Leonidowitsch (1890–1937), sowjetischer Politiker (KPdSU), Vorsitzender der KP der Ukraine (1918) und Präsident von Gosbank (1929–1930)
- Pjatatschenko, Wiktorija (* 1989), ukrainische Sprinterin
- Pjatetskij-Shapiro, Ilja (1929–2009), sowjetisch-israelischer Mathematiker
- Pjatibratow, Dmitri Anatoljewitsch (* 1976), russischer Fußballspieler und Trainer
- Pjatnizki, Jewgeni Serafimowitsch (1936–2003), russischer Physiker und Kybernetiker
- Pjatnizki, Ossip Aronowitsch (1882–1938), sowjetischer Politiker und Präsidiumsmitglied der Kommunistischen Internationale
- Pjatnyzja, Oleksandr (* 1985), ukrainischer Speerwerfer
- Pjatow, Andrij (* 1984), ukrainischer Fußballtorwart
- Pjatrenka-Samussenka, Tazzjana (1938–2000), sowjetisch-belarussische Florettfechterin und Olympiasiegerin
- Pjatrou, Dsjanis (* 1995), belarussischer Biathlet
- Pjatschenin, Kiryl (* 1997), belarussischer Fußballspieler
- Pjatych, Anna Wiktorowna (* 1981), russische Dreispringerin

### Pje
- Pjecha, Edita Stanislawowna (* 1937), russische Popsängerin
- Pjecha, Stas (* 1980), russischer Pop-Singer, Musiker und Dichter
- Pjeljeschenko, Oleksandr (1994–2024), ukrainischer Gewichtheber
- Pjeta, Otto (1949–2023), österreichischer Arzt und Gesundheitspolitiker
- Pjetursson, Johannes (1869–1932), grönländischer Landesrat